# Tranvia Milano-Saronno-Tradate
La tranvia Milano-Saronno-Tradate era una linea della rete tranviaria interurbana di Milano a vapore, che collegava a Milano ai centri posti lungo la strada Varesina; fu la seconda infrastruttura di questo tipo aperta in Lombardia.

## Storia

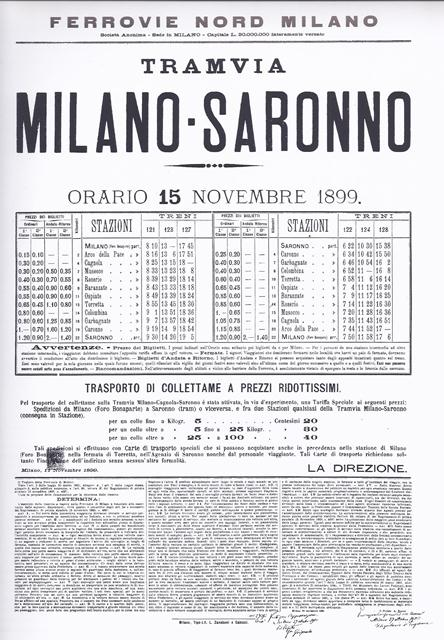
Orario del 1899

Dopo una precedente proposta redatta a cura degli ingegneri A. Campiglio ed E. Bianchi, la concessione per la costruzione ed esercizio di un'ippovia da Milano a Saronno e Tradate fu accordata dall'Amministrazione provinciale con seduta del 15 febbraio 1876 alla società inglese The Milan Tramways Company che faceva capo al cavalier Angelo Luè, già coinvolto nella promozione della tranvia Milano-Monza.
Tale concessione fu tuttavia disdetta e trasferita nel 1877 all'azienda di diritto belga Società Anonima dei Tramways e delle Ferrovie Economiche di Roma, Milano e Bologna (STFE), fondata nel 1877 e che nel 1889 cambiò nome in Società per le tramvie e le ferrovie economiche di Roma, Milano e Bologna (TFE), conosciuta anche come la Belga.
La linea fu aperta il 24 giugno 1877 fino a Saronno e il successivo 23 febbraio 1878 fino a Tradate; si trattava della seconda tranvia impiantata nella provincia di Milano, dopo la Milano-Monza, anch'essa a trazione animale.
Già nell'estate del 1878 si iniziò l'esercizio con trazione a vapore, dato che la trazione equina si era rivelata inadatta a un esercizio prettamente extraurbano, con fermate distanziate, quale quello della Milano-Saronno-Tradate. Per tale motivo furono provate in esercizio due locomotive che consentirono di individuare le specifiche tecniche per l'ordinazione di un gruppo di unità: il 26 giugno 1878 fu attivato l'esercizio regolare a vapore: la Milano-Tradate fu la seconda tranvia a vapore in Italia, preceduta solo dalla Milano-Vaprio, attivata pochi giorni prima.
Nel 1879 la linea ferroviaria Milano-Saronno fu aperta al servizio pubblico. Era gestita dalle Ferrovie Nord Milano (FNM) e seguiva un percorso simile a quello tranviario causandone un forte calo di traffico. Le FNM subentrarono alla "Belga" nella gestione della tranvia nel 1889 e tentarono un esercizio coordinato fra le due linee, ma con scarso successo.
Nel 1895 fu chiusa la tratta terminale Saronno-Tradate, divenuta pressoché inutile dopo l'attivazione della ferrovia Saronno-Malnate; la tratta Milano-Saronno invece sopravvisse, confinata all'ambito locale, fino al 1925.

## Caratteristiche
La tranvia era una linea interurbana a semplice binario con scartamento ferroviario di 1445 mm.

### Percorso
| Unknown route-map component "uexKBHFa" |

| Unknown route-map component "uexBHF" |

| Unknown route-map component "uexBHF" |

| Unknown route-map component "uexBHF" |

| Unknown route-map component "uexBHF" |

| Unknown route-map component "uexBHF" |

| Unknown route-map component "uexBHF" |

| Unknown route-map component "uexBHF" |

| Unknown route-map component "uexBHF" |

|  |  | Unknown route-map component "uexABZgl" | Unused transverse waterway | Unknown route-map component "uexSTR+r" |

|  |  | Unused straight waterway |  | Unused straight waterway |

|  |  | Unused straight waterway |  | Unknown route-map component "uexBHF" |

|  |  | Unused straight waterway | Continuation backward | Unused straight waterway |

|  |  | Unknown route-map component "uexABZg+l" | Unknown route-map component "emKRZo" | Unknown route-map component "uexSTRr" |

|  | Unused straight waterway | Continuation forward |

| Unknown route-map component "uexhKRZWae" |

| Unknown route-map component "uexBHF" |

| Unknown route-map component "uexBHF" |

| Unknown route-map component "uexBHF" |

| Unknown route-map component "uexBHF" |

| Unknown route-map component "uexBHF" |

| Unknown route-map component "uexBHF" |

| Unknown route-map component "uexBHF" |

| Unknown route-map component "uexBHF" |

| Unknown route-map component "CONTgq" | Unknown route-map component "uxmKRZ" | Unknown route-map component "CONTfq" |

| Unknown route-map component "uexCONTgq" | Unknown route-map component "uexABZg+r" |  |

| Unknown route-map component "uexBHF" |

| Unknown route-map component "uexBHF" |

| Unknown route-map component "uexKBHFe" |

La tranvia aveva capolinea in Foro Buonaparte 6, successivamente spostato in Via Cusani, e, superato il Parco Sempione da nord est, imboccava corso Sempione (lungo il quale si trovava il deposito-officina della Belga) fino all'altezza di Piazza Firenze. Da lì la linea proseguiva per Via Plana, Via Bindellina e Via Varesina (attraversando a livello la ferrovia Milano-Torino) imboccando quindi la strada provinciale Varesina che veniva percorsa fino alla località Villa Dubini, alle porte di Saronno, con un percorso sostanzialmente parallelo rispetto al tracciato poi assunto dalla ferrovia Milano-Saronno.
Qui la tranvia si biforcava: un ramo proseguiva per Tradate costeggiando Saronno e mantenendosi anch'esso parallelo alla ferrovia Saronno-Laveno, mentre l'altro ramo imboccava via Milano, attraversava la via ferrata con un sottopasso ed entrava nella città fermandosi in piazza Umberto I (poi piazza Venezia) ricongiungendosi alla linea principale nei pressi del Santuario della Beata Vergine dei Miracoli.
La tratta dal capolinea milanese di via Cusani al rondò della Cagnola (futura piazza Firenze) era in comune con la tranvia Milano-Gallarate, gestita dalla medesima società.

## Materiale rotabile
Le prove condotte nel 1877 si avvalsero di una locomotiva a caldaia verticale Brown prodotta dalla SLM di Winterthur e da un'unità messa a disposizione dalla Krauss di Monaco. Tali valutazioni condussero la Belga ad ordinare un gruppo di locomotive a entrambi i costruttori.
Sotto la gestione delle FNM prestarono servizio cinque locomotive a vapore: due, di tipo cabinato, già facenti parte del parco della "Belga" (costruite dalla Henschel nel 1879) e cedute già prima del 1900, e tre acquistate nuove nel 1908 dalla Krauss.

### Materiale motore - prospetto di sintesi
| Unità | Anno di costruzione | Costruttore | N. costruzione | Rodiggio | Note                                                     |
| ----- | ------------------- | ----------- | -------------- | -------- | -------------------------------------------------------- |
| 01    | 1879                | Henschel    | 1027           | B        |                                                          |
| 02    | 1879                | Henschel    | 1073           | B        |                                                          |
| 05    | 1908                | Krauss      | 6076           | B        | Ceduta nel 1927 alla Tramvie Provinciali Cremonesi (TPC) |
| 06    | 1908                | Krauss      | 6077           | B        | Ceduta nel 1927 alla TPC                                 |
| 07    | 1908                | Krauss      | 6078           | B        | Ceduta nel 1927 alle TPC                                 |